# RSE 53
Die schmalspurige Tenderlokomotive RSE 53 der Rhein-Sieg-Eisenbahn (RSE) war eine Dampflokomotive für den schweren Güterzugbetrieb und wurde von Jung 1944 gebaut. Sie war bis 1966 in Betrieb.
Die Lokomotive wurde nach ihrer Ausmusterung von der Deutschen Gesellschaft für Eisenbahngeschichte erworben und ist heute als Exponat im RSE-Museum Asbach erhalten.

## Geschichte
Die Lokomotive wurde 1944 als letzte Dampflokomotive der Rhein-Sieg-Eisenbahn gebaut. Sie durfte nur noch als Kriegslokomotive gebaut werden, da sie für kriegswichtige Transportleistungen dringend gebraucht wurde. Mit ihrer Leistung übertraf sie die RSE 51–52 um 200 PS.
Ursprünglich war der Bau mehrerer Lokomotiven geplant. Nach Abschluss der Konstruktion 1941 musste jedoch auf Materialkontigente gewartet werden. So wurde nur diese eine Lokomotive gefertigt, die im Januar 1945 abgenommen wurde.
Auf Grund konstruktiver Unzulänglichkeiten und kriegsbedingtem Material hatte die Lokomotive wegen hoher Heißdampftemperaturen an vielen beweglichen Teilen der Dampfmaschine Probleme. Von 1951 bis 1954 stand sie beim Hersteller, bis sich die Rhein-Sieg-Eisenbahn mit Jung über den Weitergang der Arbeiten einigen konnte. Es blieben jedoch die Schwierigkeiten bei der Bedienung der Lok, sie konnte nur von wenigen Lokpersonalen bedient werden.
Wie die meisten bei der Rhein-Sieg-Eisenbahn eingesetzten Lokomotiven wurde die 53 1957 auf Ölfeuerung umgestellt. Es wurde leichtes Bunkeröl verwendet, mit dem nicht ständig nachgeheizt werden musste, um das Öl flüssig zu halten. Dadurch konnte der Heizer eingespart werden. Zur Streckenbeobachtung fuhr der Zugführer im Führerstand mit, wodurch auch der Packwagen entfallen konnte.
Im Jahr 1966 wurde die Lok zum letzten Mal eingesetzt und abgestellt. 1968 wurde sie von der Deutschen Gesellschaft für Eisenbahngeschichte erworben. Bis 1989 war sie im Schmalspurmuseum in Viernheim ausgestellt und wurde dann für die Öffentlichkeit nicht zugänglich in einem Schuppen in Bruchhausen-Vilsen hinterstellt. Vom Eisenbahnliebhaber Wolfgang Clössner aus Bonn erworben, wurde eine äußerliche Aufarbeitung finanzierbar. Seit Ende 2000 befindet sich die Lok im RSE-Museum Asbach (2024).

## Technik

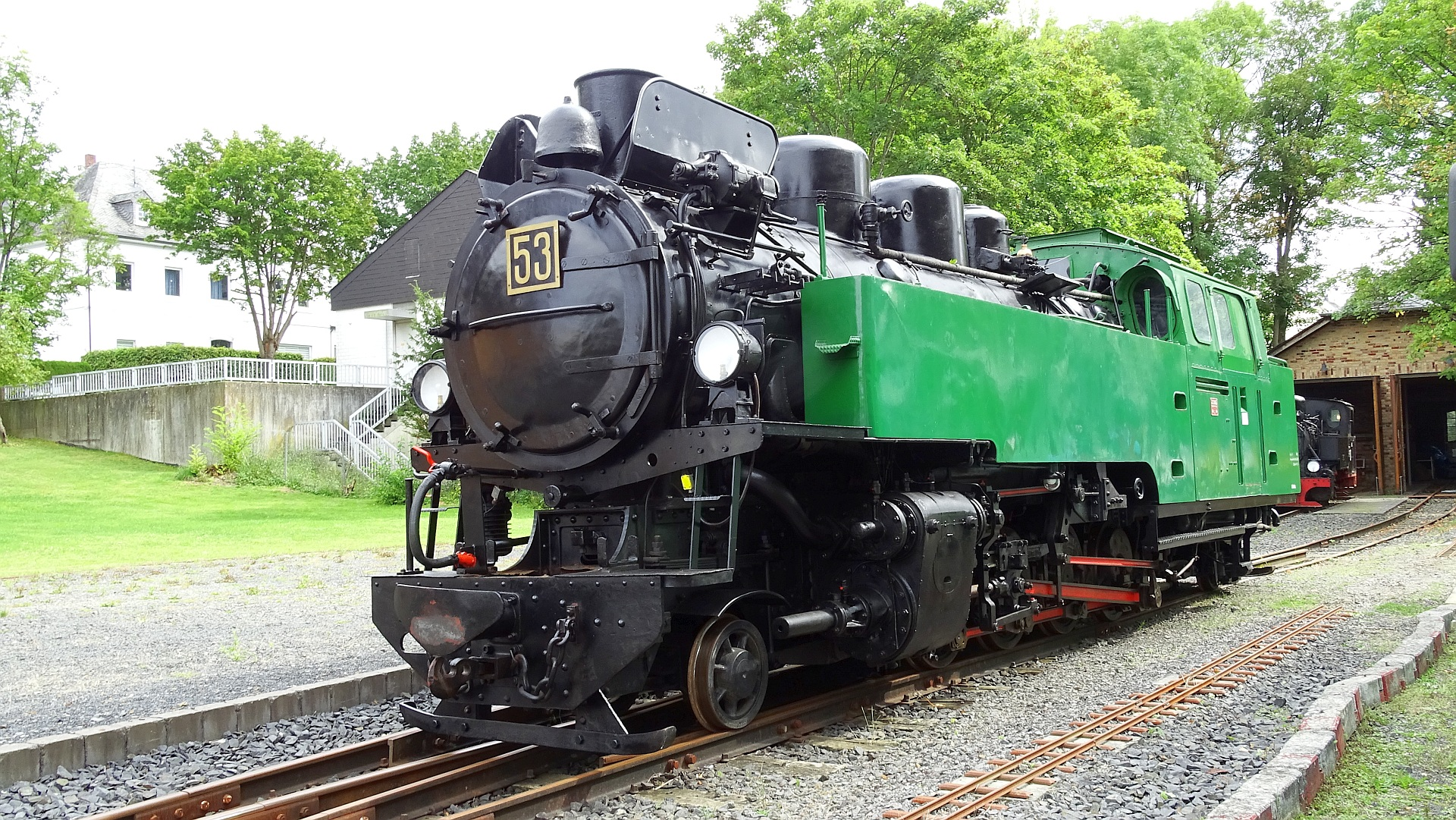
RSE Lokomotive 53 im RSE Museum Asbach

Bei der Lokomotive wurde an allen möglichen Stellen auf Rotguss, Bronze oder Kupfer verzichtet und diese durch alternative Werkstoffe ersetzt. Die Feuerbüchse wurde aus Stahl hergestellt, bei den Lagerschalen wurde Eisen mit einem Lagermetall-Dünnausguss verwendet.
Im genieteten Blechrahmen waren die erste sowie die vierte Kuppelachse fest gelagert, die zweite sowie vierte Kuppelachse hatten eine Seitenverschiebbarkeit von ±20 mm. Die Laufachsen waren in einem Bisselgestell geführt.
Der genietete Kessel mit Überhitzer für den Heißdampfbetrieb besaß einen Dampf- sowie einen Speisedom und einen Sanddom, von dem über vier Sandfallrohre je Triebwerksseite pneumatisch die erste sowie vierte Achse beidseitig gesandet werden konnten. Die Wasservorräte waren in seitlichen Behältern geführt. Die Heusinger-Steuerung wurde von Karl-Schultz-Schiebern gesteuert. Für eine günstige Treibstangenführung mit der zur letzten Kuppelachse führenden Treibstange mussten die Zylinder der Lok weit nach hinten verlegt werden. Gespeist wurde der Kessel von zwei Strahlpumpen. Der Kessel besaß einen Drahtkorb-Funkenfänger, einen Spindelkipprost und einen speziellen Wärmeschutz durch Glasfasermatten.
Die Lokomotive hatte besonders gestaltete Windleitbleche, besaß eine Druckluftbremse von Knorr mit Zusatzbremse sowie eine Wurfhebelbremse. Der zweistufige Luftpresser saß vorn neben der Rauchkammer. Sie besaß eine Dampfheizung sowie eine elektrische Beleuchtung mit einem Turbogenerator.